# Lads
Pour plus de détails, voir Fiche technique et Distribution.
Lads est une comédie dramatique franco-belge réalisée par Julien Menanteau et sortie en 2024,.

## Fiche technique
Sauf indication contraire, les informations mentionnées dans cette section peuvent être confirmées par les bases de données cinématographiques IMDb et Allociné,  présentes dans la section « Liens externes ».
- Titre original : Lads
- Réalisation : Julien Menanteau
- Scénario : Julien Menanteau et Nour Ben Salem
- Musique : Jack Bartman
- Décors : Laure Satgé
- Costumes : Marta Rossi
- Photographie : Julien Ramirez Hernan
- Son : Romain Cadilhac, Renaud Guillaumin et Philippe Charbonnel
- Montage : Manon Falise
- Production : Laurent Lavolé
- Société de production : Beside Productions, Gloria Films et Pictanovo
- Société de distribution : ARP Sélection
- Pays de production :  France et  Belgique
- Langue originale : français
- Format : couleur — 2,39:1 — son 5.1
- Genre : Comédie dramatique
- Durée : 91 minutes
- Dates de sortie :
  - France : 
    - 27 août 2024 (Angoulême)
    - 2 avril 2025 (en salles)

  - Canada : 11 novembre 2024

## Distribution
- Marco Luraschi : Ethan
- Jeanne Balibar : Suzanne
- Marc Barbé : Hans
- Phénix Brossard : Lucas
- Léon Vital : le père
- Ethelle Gonzalez Lardued : Zoé

## Distinctions
- Festival du film francophone d'Angoulême 2024 : Valois du meilleur acteur pour Marco Luraschi